# Лижні перегони на зимових Олімпійських іграх 2010 — командний спринт вільним стилем (чоловіки)
Змагання з комнадного спринту серед чоловіків вільним стилем на Зимових Олімпійських іграх 2010 відбулися 22 лютого в Олімпійському парку Вістлера у Вістлері, Британська Колумбія.
На Туринській олімпіаді, де командний спринт проходив класичним стилем, перемогли шведи Б'єрн Лінд та Тобіас Фредрікссон
. На чемпіонаті світу 2009 року перемогла норвезька пара, Ула Віген Гаттестад та Йоган Кйольстад, теж класичним стилем. Шведська пара Еміль Єнссон та Робін Брюнтессон виграла передолімпійські змагання попереднього року. Росіяни Микола Морилов та Олексій Пєтухов святкували перемогу на останньому етапі Кубка світу
.

## Результати

### Півфінали
Півфінали відбулися 11:35 and 12:00 PST.
| Місце | Забіг | Стартовий номер | Країна          | Лижники                              | Час     | Примітки |
| ----- | ----- | --------------- | --------------- | ------------------------------------ | ------- | -------- |
| 1     | 1     | 1               | Росія           | Микола Морилов Олексій Пєтухов       | 18:47.6 | Q        |
| 2     | 1     | 2               | Норвегія        | Ойстейн Петтерсен Петтер Нортуг      | 18:48.5 | Q        |
| 3     | 1     | 5               | Німеччина       | Тім Чарнке Аксель Тайхманн           | 18:48.9 | Q        |
| 4     | 1     | 4               | Канада          | Девон Кершоу Алекс Гарві             | 18:49.2 | q        |
| 5     | 1     | 6               | Фінляндія       | Лассе Паакконен Вілле Ноусіяйнен     | 18:54.3 | q        |
| 6     | 1     | 7               | Польща          | Мацей Кречмер Януш Кренжельок        | 19:07.2 |          |
| 7     | 1     | 11              | Словаччина      | Іван Баторій Міхал Малак             | 19:07.5 |          |
| 8     | 1     | 3               | Естонія         | Анті Саарепуу Пеетер Кюммель         | 19:27.6 |          |
| 9     | 1     | 9               | Литва           | Модестас Вайчюліс Мантас Строля      | 19:43.1 |          |
| 10    | 1     | 8               | КНР             | Сунь Чжинхай Сю Веньлон              | 19:43.6 |          |
| 11 !  | 1     | 10              | Велика Британія | Ендрю Масґрейв Ендрю Янг             | DNF     |          |
| 1     | 2     | 16              | Чехія           | Душан Кожишек Мартін Коукал          | 18:43.1 | Q        |
| 2     | 2     | 19              | Франція         | Венсан Віттоз Сиріл Міранда          | 18:43.8 | Q        |
| 3     | 2     | 15              | Італія          | Крістіан Цорці Ренато Пасіні         | 18:43.9 | Q        |
| 4     | 2     | 13              | США             | Торін Куз Ендрю Ньюел                | 18:43.7 | q        |
| 5     | 2     | 17              | Казахстан       | Микола Чеботко Олексій Полторанін    | 18:45.3 | q        |
| 6     | 2     | 12              | Швейцарія       | Елігіюс Тамборніно Даріо Колонья     | 18:54.6 |          |
| 7     | 2     | 18              | Японія          | Нобу Нарусе Онда Юіті                | 18:54.8 |          |
| 8     | 2     | 14              | Швеція          | Маркус Гельнер Теодор Петерсон       | 19:06.5 |          |
| 9     | 2     | 22              | Румунія         | Пауль Констянтин Пепене Петріка Оґ'ю | 19:09.2 |          |
| 10    | 2     | 20              | Австралія       | Бен Сім Пол Маррі                    | 19:57.0 |          |
| 11 !  | 2     | 21              | Білорусь        | Сергій Долідович Леонід Корнієнко    | DNF     |          |

### Фінали
Результати фіналу подані в таблиці.
Шведська пара, що виграла попередню Олімпіаду, не брала участі в змаганнях, а нова шведська пара вибула в півфіналі. Чемпіони світу з Норвегії не брали участі в змаганнях, але пара, що їх замінила, виграла золоті медалі. Російська пара, що виграла попередню гонку етапу Кубка світу в цьому форматі, здобула бронзові медалі.
| Місце | Стартовий номер | Країна    | Лижники                           | Час     | Відставання |
| ----- | --------------- | --------- | --------------------------------- | ------- | ----------- |
| 1     | 2               | Норвегія  | Ойстейн Петтерсен Петтер Нортуг   | 19:01.0 | +0.0        |
| 2     | 5               | Німеччина | Тім Чарнке Аксель Тайхманн        | 19:02.3 | +1.3        |
| 3     | 1               | Росія     | Микола Морилов Олексій Пєтухов    | 19:02.5 | +1.5        |
| 4     | 4               | Канада    | Девон Кершоу Алекс Гарві          | 19:07.3 | +6.3        |
| 5     | 17              | Казахстан | Микола Чеботко Олексій Полторанін | 19:07.5 | +6.5        |
| 6     | 16              | Чехія     | Душан Кожишек Мартін Коукал       | 19:13.8 | +12.8       |
| 7     | 19              | Франція   | Венсан Віттоз Сиріл Міранда       | 19:18.7 | +17.7       |
| 8     | 15              | Італія    | Крістіан Цорці Ренато Пасіні      | 19:21.1 | +20.1       |
| 9     | 13              | США       | Торін Куз Ендрю Ньюел             | 19:21.6 | +20.6       |
| 10    | 6               | Фінляндія | Лассе Паакконен Вілле Ноусяяйнен  | 19:50.8 | +49.8       |